# Marathon de Colmar
Le marathon de Colmar est une épreuve de course à pied de 42,195 km organisée annuellement depuis 2015 dans les rues de Colmar et dans les villages alentours. Depuis 2015, son organisation est assurée par l'association Courir Solidaire. Cette course a le label régional Fédération française d'athlétisme.

## Histoire
Le 20 septembre 2015, le départ de la 1re édition est donné par les deux parrains Dominique Chauvelier et Céline Distel-Bonnet à l'avenue de la République. La 1re édition compte 3 000 participants.
En 2019, pour sa 5e édition, le marathon accueille 4 000 participants et mobilise 800 bénévoles.
L'édition 2020, initialement prévue les 12 et 13 septembre, est annulée le 22 avril par le comité d'organisation de la course en raison de la pandémie de Covid-19.
De la 1re édition du marathon en 2015 jusqu'en 2022, les montant total des dons récoltés s’élève à 242 350 euros.
En 2023, après sa deuxième victoire sur le marathon, Mounir Acherki annonce sa retraite sportive.
En 2024, un mois avant la compétition, la 8e édition du marathon est celle qui compte le plus de participants : l'évènement enregistre 4 076 participants au 20 août, soit 1 730 coureurs de plus que l'édition 2023 à la même date.

## Parcours
| \| Colmar Eguisheim Wettolsheim Wintzenheim Ingersheim Katzenthal Ammerschwihr Sigolsheim \| Villages traversés par le marathon. |
| Colmar Eguisheim Wettolsheim Wintzenheim Ingersheim Katzenthal Ammerschwihr Sigolsheim                                           |

Le parcours est le même depuis la 1re édition : après le départ de Colmar, les coureurs font une boucle en traversant plusieurs communes à l'ouest de la ville, dont une portion de la route des vins d'Alsace dans le vignoble alsacien (Eguisheim, Wettolsheim, Wintzenheim, Ingersheim, Katzenthal, Ammerschwihr et Sigolsheim). L'arrivée s'effectue en revenant à Colmar.

## Palmarès
Les records de l'épreuve sont détenus par Sébastien Spehler chez les hommes (avec 2 h 29 min 55 s) et par Emilie Tissot chez les femmes (avec 2 h 54 min 24 s). Emilie Tissot inscrit le record féminin en 2023 lors de sa deuxième victoire sur le marathon.
| Édition | Vainqueur (Homme)                                    | Temps                                                | Vainqueur (Femme)                                    | Temps                                                | Participants                                         | Date                                                 |
| ------- | ---------------------------------------------------- | ---------------------------------------------------- | ---------------------------------------------------- | ---------------------------------------------------- | ---------------------------------------------------- | ---------------------------------------------------- |
| 2015    | Guewen Garcia                                        | 2 h 49 min 46 s                                      | Flavie Dupagny                                       | 3 h 12 min 10 s                                      | 3 000                                                | 15 septembre                                         |
| 2016    | Alexis Gathy                                         | 2 h 38 min 51 s                                      | Cécile Causse                                        | 3 h 04 min 23 s                                      | 3 350                                                | 18 septembre                                         |
| 2017    | Pascal Schuler                                       | 2 h 41 min 35 s                                      | Ruth Jaeger-Manatschal                               | 3 h 13 min 19 s                                      | NC                                                   | 17 septembre                                         |
| 2018    | Stéphane Salton                                      | 2 h 46 min 17 s                                      | Isabelle Kubicki                                     | 3 h 21 min 10 s                                      | 3 700                                                | 16 septembre                                         |
| 2019    | Nicolas Lehmann                                      | 2 h 49 min 10 s                                      | Olivia Hartweg                                       | 3 h 05 min 35 s                                      | 3 700                                                | 15 septembre                                         |
| 2020    | Édition annulée en raison de la pandémie de Covid-19 | Édition annulée en raison de la pandémie de Covid-19 | Édition annulée en raison de la pandémie de Covid-19 | Édition annulée en raison de la pandémie de Covid-19 | Édition annulée en raison de la pandémie de Covid-19 | Édition annulée en raison de la pandémie de Covid-19 |
| 2021    | Mounir Acherki                                       | 2 h 36 min 52 s                                      | Emilie Tissot                                        | 3 h 10 min 30 s                                      | 2 000                                                | 12 septembre                                         |
| 2022    | Sébastien Spehler                                    | 2 h 29 min 55 s                                      | Alexandrine Renard                                   | 3 h 18 min 37 s                                      | 3 600                                                | 11 septembre                                         |
| 2023    | Mounir Acherki (2)                                   | 2 h 36 min 35 s                                      | Emilie Tissot (2)                                    | 2 h 54 min 24 s                                      | 3 500                                                | 19 septembre                                         |
| 2024    | À venir                                              | À venir                                              | À venir                                              | À venir                                              | À venir                                              | 21 septembre                                         |

## Galerie

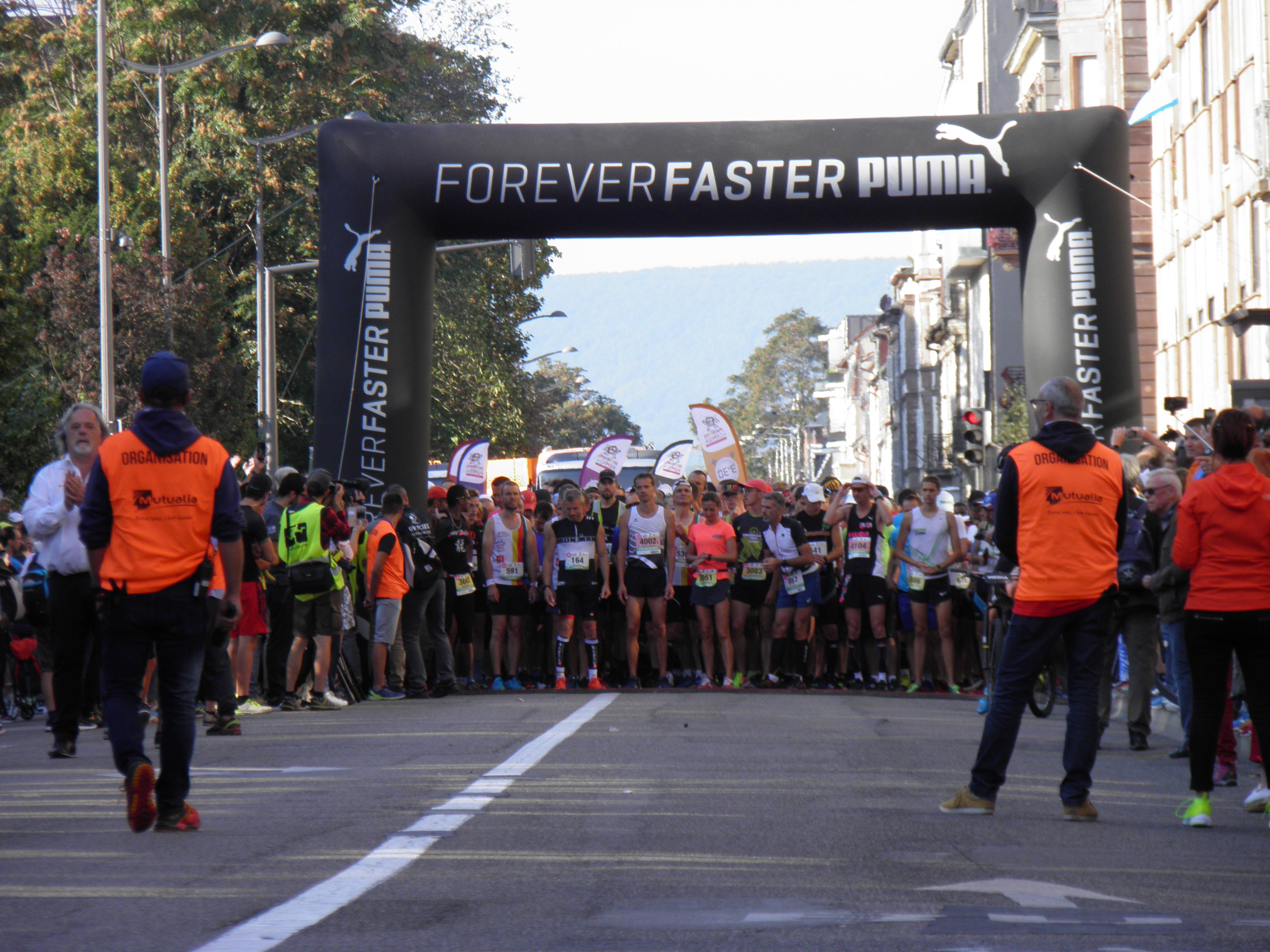
Les coureurs sur la ligne de départ.
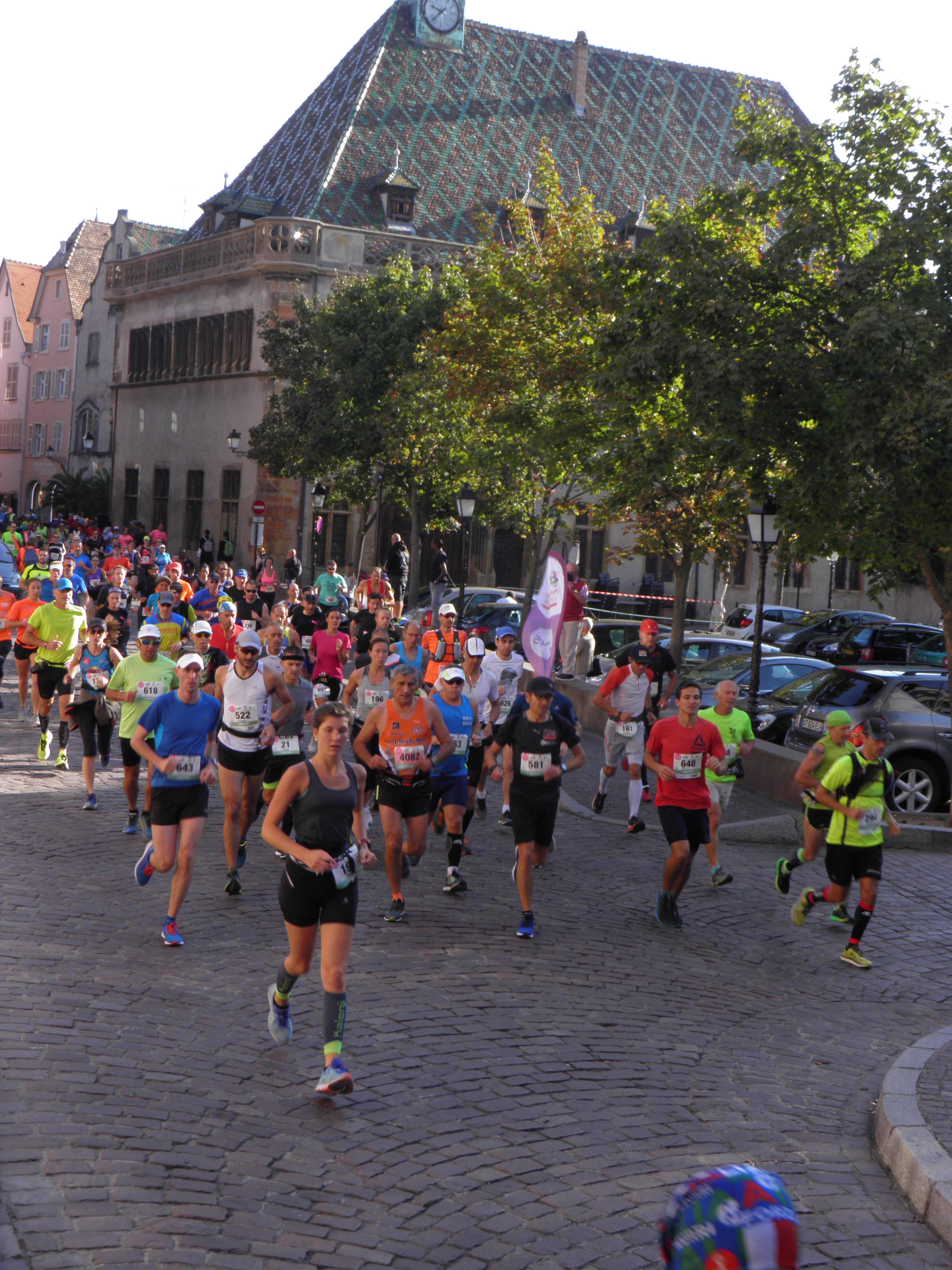
Passage devant le Koïfhus.
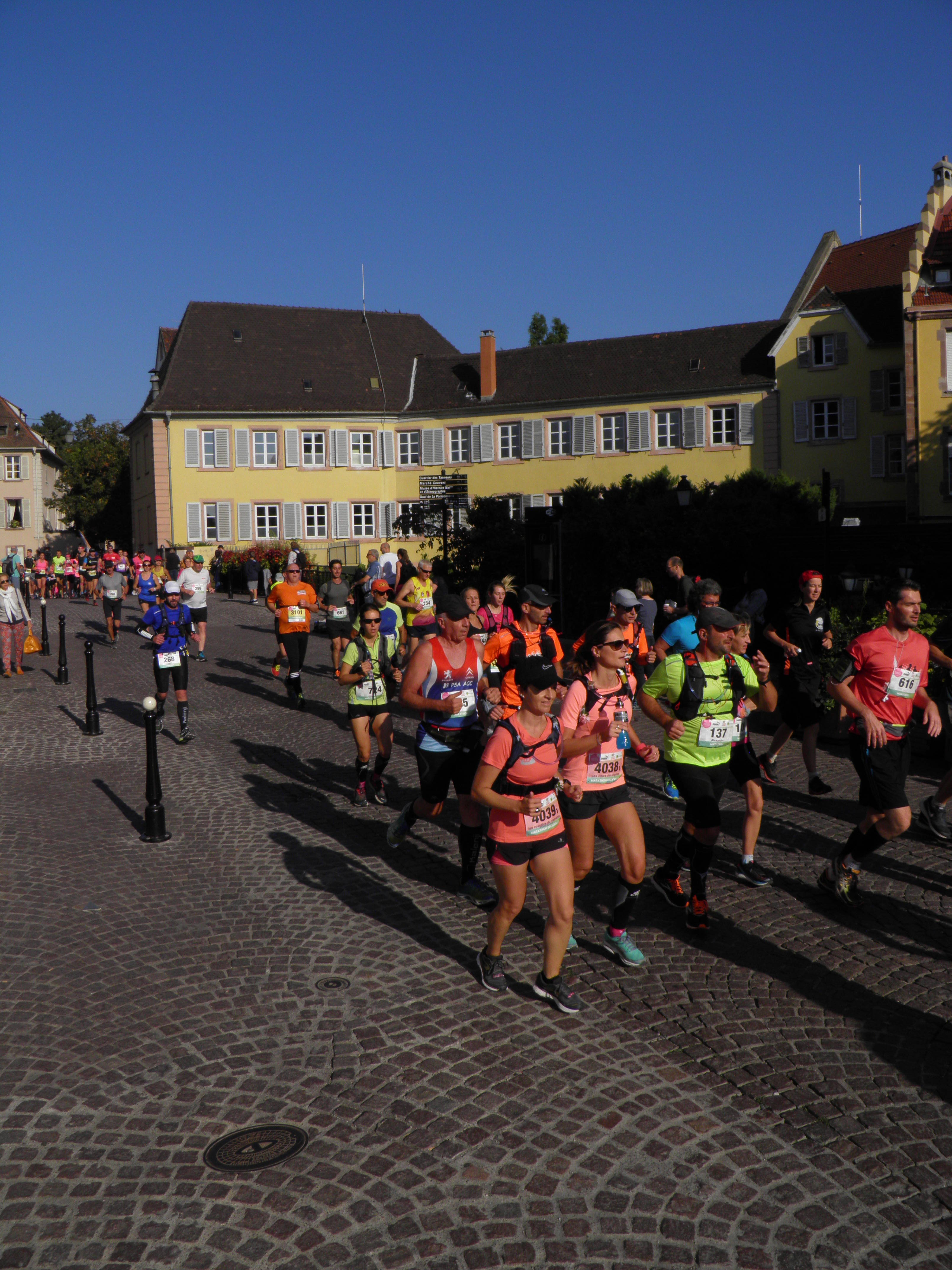
Passage dans la petite Venise.
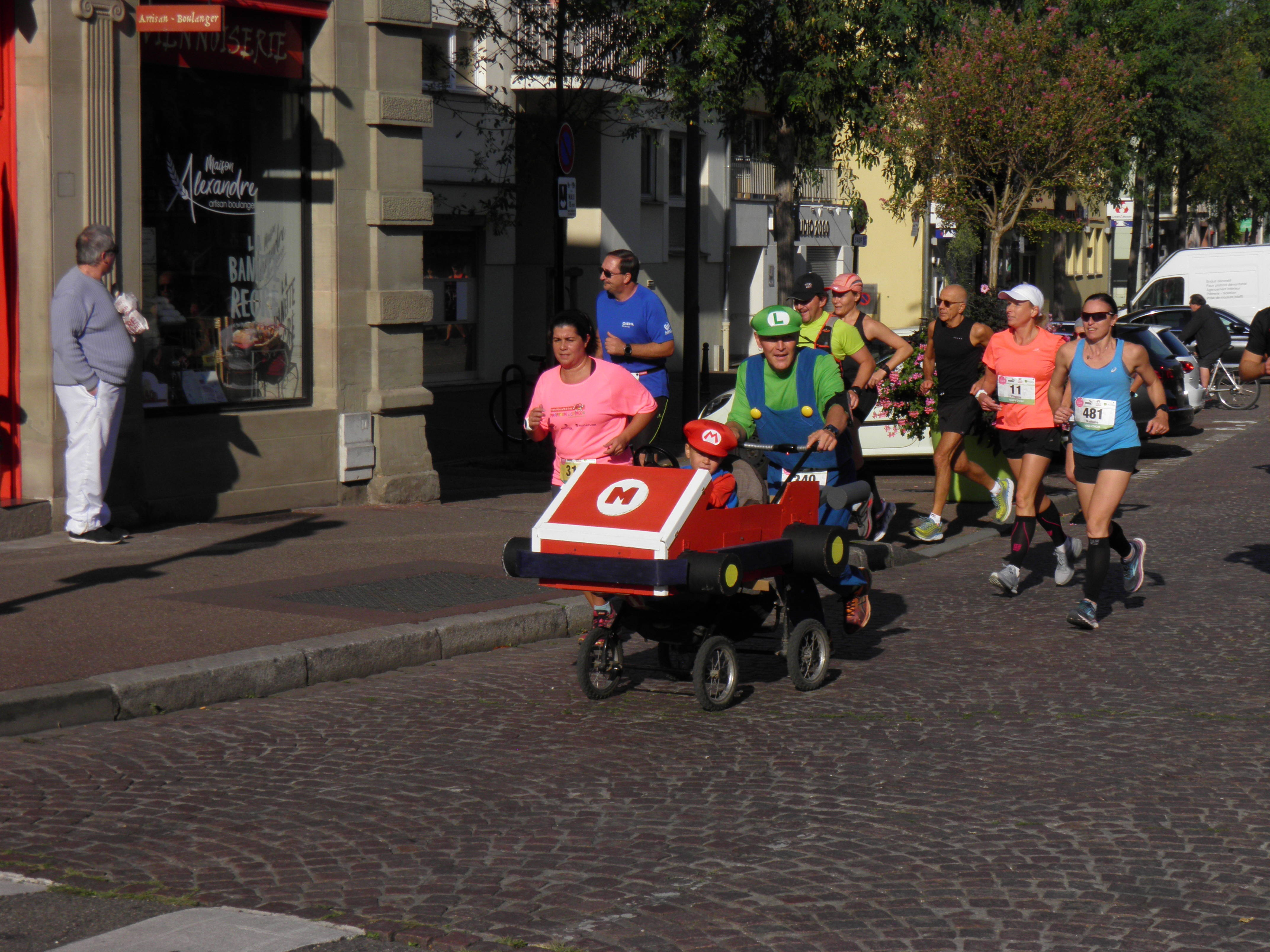
Coureurs déguisés en Mario et Luigi.
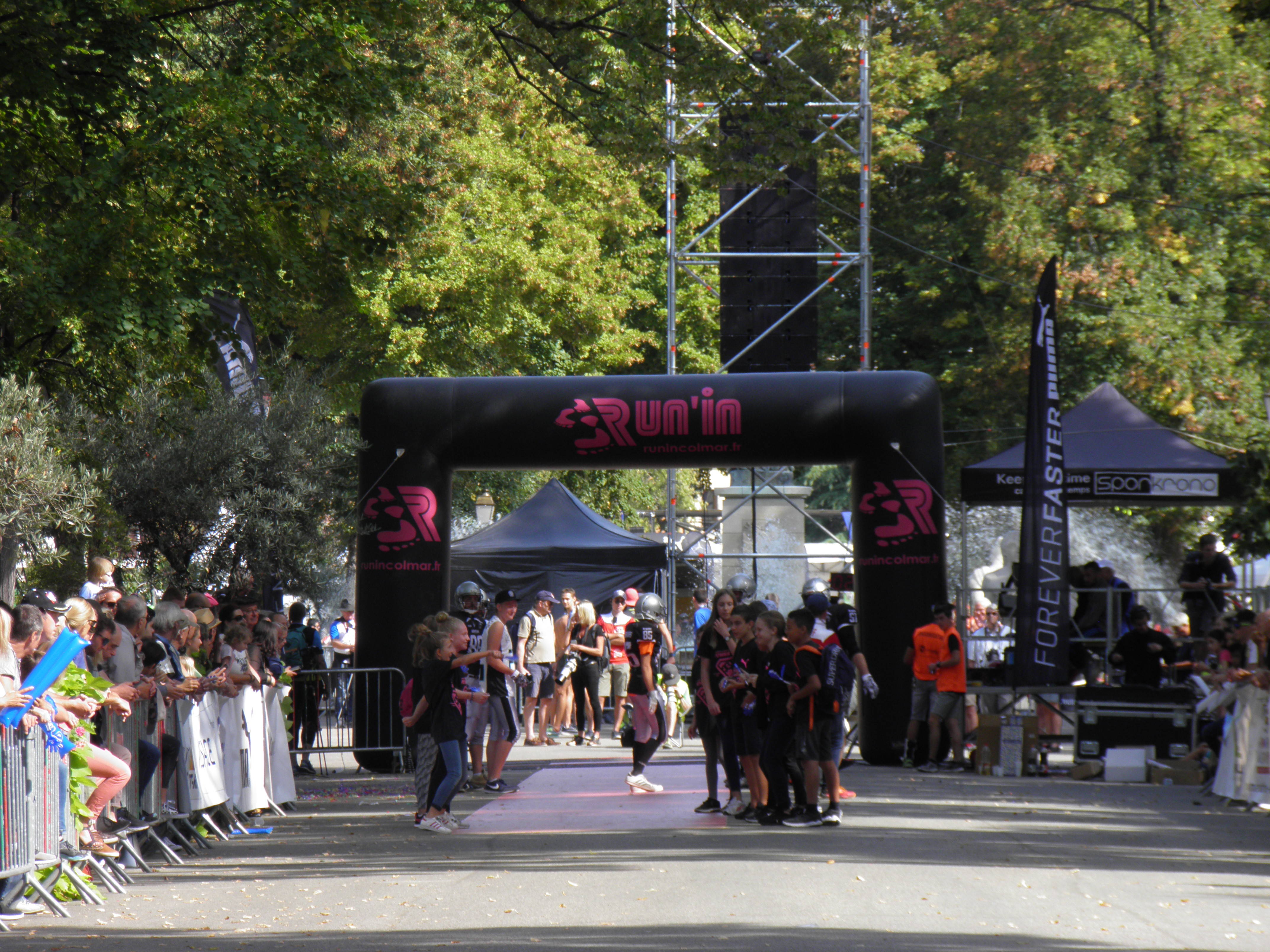
Arrivée du marathon.